# Guido Maffezzoli
 (juillet 2024).
Si vous disposez d'ouvrages ou d'articles de référence ou si vous connaissez des sites web de qualité traitant du thème abordé ici, merci de compléter l'article en donnant les références utiles à sa vérifiabilité et en les liant à la section « Notes et références ».
 (août 2022).
Guido Maffezzoli, né le 16 juillet 1921 à Milan, est un architecte, designer et professeur italien.

## Biographie

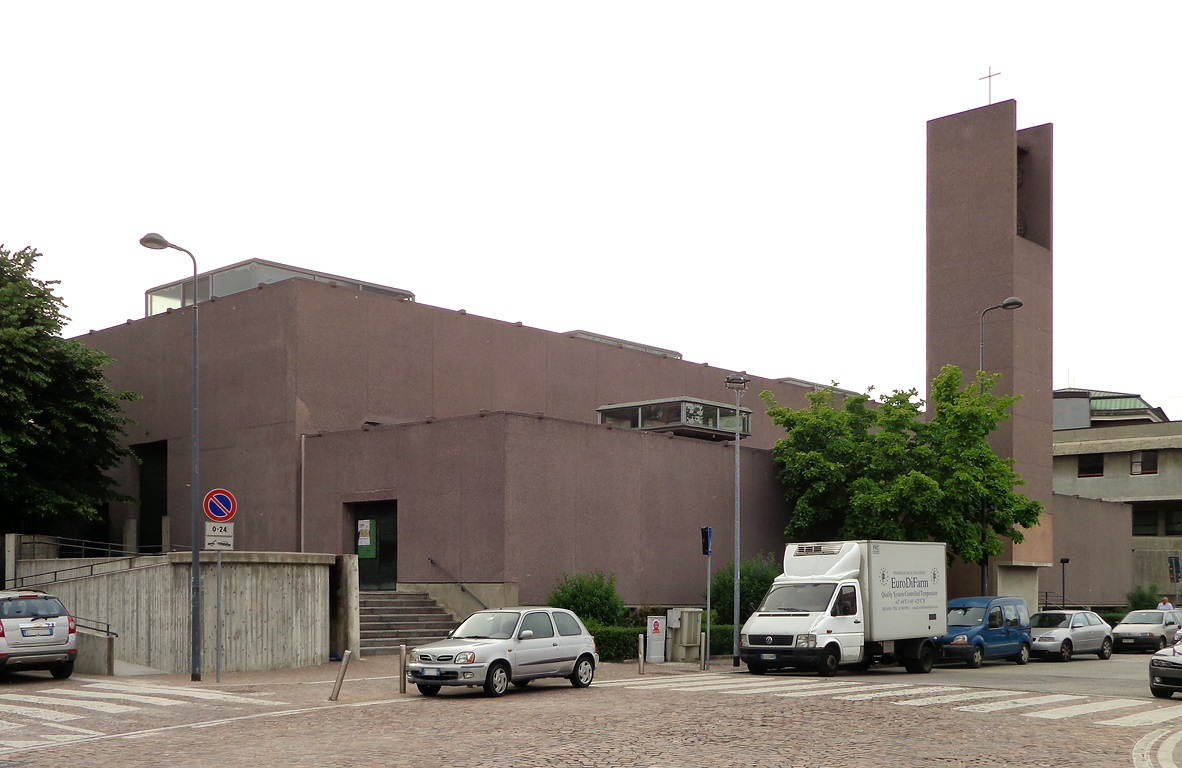
L'église futuriste du Sacré-Cœur de Milan conçue par Maffezzoli en 1956

Guido Maffezzoli naît à Milan en 1921. Architecte et designer, il enseigne également à l'École polytechnique de Milan où il a été formé. Adepte  du design italien des années 1950 et du rationalisme, ses œuvres sont diverses : architectures d'intérieur, création de mobilier et de luminaires ou encore d'églises.

## Autres réalisations
- Piazza Fontana, Milan, 1967-1968
- Église du Sacré-Cœur (Chiesa del Sacro Cuore), Milan, 1963[5]
- 1955 : Palazzo Maffezzoli, Via Anelli 15, Milan, avec Gianfranco Pellegrini;